# Heinrich Sievers (Musikwissenschaftler)
Heinrich Sievers (* 20. August 1908 in Dorum; † 17. September 1999 in Garatshausen) war ein deutscher Musikwissenschaftler, Musikkritiker, Hochschullehrer und Dirigent. Er galt als Nestor der Musikgeschichte Hannovers wie auch des Landes Niedersachsen. und verfasste musikhistorische Einzeldarstellungen auch in englischen und finnischen Publikationen.

## Leben
Heinrich Sievers wurde noch zur Zeit des Deutschen Kaiserreichs in dem kleinen Ort Dorum an der Nordsee geboren, verbrachte seine Jugend jedoch in den Städten Goslar und Peine. Nach seinem Schulabschluss studierte er noch zur Zeit der Weimarer Republik das Fach Musikwissenschaft, anfangs in Würzburg an der Julius-Maximilians-Universität. Dort wurde er Mitglied des Akademischen Gesangvereins Würzburg.
Während seiner Studienzeit entdeckte Sievers 1931 im Archiv des Klosters Wienhausen das Wienhäuser Liederbuch aus dem Jahr 1460, das er zwei Jahrzehnte später als Faksimile herausgab.
Ab 1932 führte Sievers seine Studien in Köln an der dortigen Universität fort, wo er 1935 mit seiner musikwissenschaftlichen Untersuchung Die lateinischen liturgischen Osterspiele der Stiftskirche St. Blasien zu Braunschweig … zum Dr. phil. promoviert wurde.
Ab 1937 wirkte Sievers in Braunschweig als Musikkritiker und wirkte ab Beginn des Zweiten Weltkrieges 1939 an der Hochschule für Musik, Theater und Medien Hannover, damals noch „Staatliche Musikschule“.
In der Nachkriegszeit, ab 1946, wurde er parallel dazu noch unter der Britischen Militärregierung an der damaligen Technischen Universität Hannover (TH) tätig. Daneben unterrichtete er an der Landeskirchenmusikschule.
1954 übernahm Sievers in der Nachfolge des Chemikers und Hochschullehrers Walter Scheele die Leitung des collegium musicum, des Sinfonieorchesters der späteren Gottfried Wilhelm Leibniz Universität Hannover.
1959 wurde Heinrich Sievers an der inzwischen für „Musik und Theater“ entwickelten Hochschule in Hannover zum Professor für Musikwissenschaft ernannt, an der er zugleich auch für die Abteilung Kirchenmusik zuständig wurde. Im selben Jahr erhielt er dazu eine Honorarprofessur an der TH Hannover. Daneben wirkte er wieder als Kritiker in Zeitschriften und Tageszeitungen wie beispielsweise der Hannoverschen Allgemeinen Zeitung. Ab 1960 war er bis 1968 Musikwart des Sondershäuser Verbandes Akademisch-Musikalischer Verbindungen.
Heinrich Sievers forschte nahezu lebenslang über die Musikgeschichte insbesondere von Hannover und Niedersachsen. Seine zahlreichen Aufsätze, Kritiken, Bücher und Auftritte in Rundfunksendungen schlugen sich in etlichen Veröffentlichungen nieder. Zu seinen wichtigsten zählen Die Musik in Hannover (1961), Musica curiosa (1970, 2. Auflage 1971), Kammermusik in Hannover von 1980 und das Stichwort Hannover in der 1. Auflage der Enzyklopädie Die Musik in Geschichte und Gegenwart. Seine beiden Bände von der Hannoverschen Musikgeschichte (1979 und 1984) zählen zu den Standardwerken.
Sämtliche Aspekte der Arbeit Heinrich Sievers spiegeln sich durch Materialsammlungen, Exzerpte, Aufzeichnungen, Vorlesungsmaterial, Noten etc. in seinem Nachlass wieder, der 2012 von Sievers’ Tochter der Gottfried Wilhelm Leibniz Bibliothek – Niedersächsische Landesbibliothek in Hannover übergeben wurde.

## Ehrungen
- Sievers wurde mit dem Großen Verdienstkreuz des Niedersächsischen Verdienstorden ausgezeichnet.[4]
- Er wurde zum Ehrenmitglied des Hannoverschen Oratorienchors ernannt.[4]
- 1984 wurde Heinrich Sievers vom Sängerbund Nordwestdeutschland mit der Fokke-Pollmann-Medaille geehrt.[4]

## Schriften (Auswahl)
- Die lateinischen liturgischen Osterspiele der Stiftskirche St. Blasien zu Braunschweig. Eine musikwissenschaftliche Untersuchung … (= Veröffentlichungen der Niedersächsischen Musikgeschichte, Heft 2, Kallmeyer: Wolfenbüttel), zugleich Dissertation 1935 an der Universität Würzburg, 1936
- Heinrich Sievers, Albert Trapp, Alexander Schum: 250 Jahre Braunschweigisches Staatstheater, 1690–1940, Hrsg. von der Braunschweigischen Landesstelle für Heimatforschung und Heimatpflege, Braunschweig: Appelhans, 1941
- Heinrich Sievers (Red.): Bach-Jahr 1950, hrsg. von der Landeshauptstadt Hannover
  - Folge 1: November 1949 bis März 1950, Hannover: Osterwald, 1949
- Hannoversche Musikgeschichte. Dokumente, Kritiken und Meinungen, Tutzing: Schneider
  - Bd. 1: Von den Anfängen bis zu den Befreiungskriegen, 1979, ISBN 978-3-7952-0282-8 und ISBN 3-7952-0282-5
  - Bd. 2: Vom Ende des 18. Jahrhunderts bis zur Auflösung des Königreichs Hannover, 1984, ISBN 978-3-7952-0396-2 und ISBN 3-7952-0396-1
- Die Musik in Hannover. Die musikalischen Strömungen in Niedersachsen vom Mittelalter bis zur Gegenwart unter besonderer Berücksichtigung der Musikgeschichte der Landeshauptstadt Hannover, 168 zum Teil illustrierte Seiten mit Notenbeispielen und einer Langspielplatte, hrsg. anlässlich des 325jährigen Jubiläums des Opernhausorchesters von der Gesellschaft der Freunde des Opernhausorchesters, Hannover: Sponholtz, 1961
- Kammermusik in Hannover. Historisches, Gegenwärtiges – Kritiken, Meinungen. Unter besonderer Berücksichtigung des Wirkens der Hannoverschen Kammermusik-Gemeinde 1929–1979, Tutzing: Schneider Verlag, 1980
- Prisma der Musikgeschichte, Tutzing: Schneider, 1983, ISBN 978-3-7952-0393-1 und ISBN 3-7952-0393-7; Inhaltsverzeichnis

als Herausgeber:
- Musik im Weltbild, Buchreihe der Braunschweigischen Staatsmusikschule und der Landesmusikschule Hannover, Hannover: Hahnsche Buchhandlung, 1947 –
- Das Wienhäuser Liederbuch, 2 Bände im Faksimile, Wolfenbüttel: Möseler, 1954
- A. A. H. H. Sievers: Musica curiosa. Neu eröffnetes musicalisch-historisches Rarietäten Cabinet, worin nicht nur einem würcklichen galant-homme, der eben kein Professions-Verwandter, sondern auch manchem Musico selbst die alleraufrichtigste und deutlichste Vorstellung musicalischer Scharteken, wie sich dieselben vom Schulstaub tüchtig gesäubert, eigentlich und wahrhafftig verhalten, ertheilet, auch ein blühend wohlriechend Würtzgärtlein Historiae Musicae, mit Ehr- und Lehr-, Schertz- und Schmertz-, Leid- und Freuden-Gewächsen, welche zu unterschiedl. Zeiten gepflantzet, nunmehr aber allen vernünfftigen Liebhabern zu sonderbarem Gefallen zu hauffe gesamlet u. in die offenbahre Welt ausgestreuet, 191 zum Teil illustrierte Seiten mit Notenbeispielen, 2., veränderte und erweiterte Auflage, Tutzing: Schneider, 1971, ISBN 978-3-7952-0100-5 und ISBN 3-7952-0100-4
- Scurrilia in musica. Ergetzliches aus allerlei Journalen, Tutzing: Schneider, 1988, ISBN 978-3-7952-0569-0 und ISBN 3-7952-0569-7